# Platysenta consaepta
Platysenta consaepta är en fjärilsart som beskrevs av Max Wilhelm Karl Draudt 1925. Platysenta consaepta ingår i släktet Platysenta och familjen nattflyn. Inga underarter finns listade i Catalogue of Life.